# Michel (HSK 9)
Pour les articles homonymes, voir Michel et HSK.
Le Michel (HSK 9) est un croiseur auxiliaire allemand de la Kriegsmarine ayant opéré durant la Seconde Guerre mondiale.
Le cargo est construit par la Danziger Werft dans la ville libre de Dantzig en 1938-39 et baptisé Bielsko. Il sert au sein de la compagnie polonaise Gdynia-America-Line (GAL).
Il est réquisitionné au début de la guerre par la marine allemande et converti en navire-hôpital sous le nom de Bonn. En été 1941, il est aménagé pour devenir un navire auxiliaire et est remis en service sous le nom de Michel le 7 septembre 1941. Son nom de code à la Royal Navy était Raider H.

## Historique

### Construction
Le navire est construit à Dantzig en 1939. Il est construit pour la compagnie Gdynia America Line en tant que cargo fruitier.
Il a été saisi par les Allemands et lancé sous le nom de Bonn à la fin de 1939 (Norddeutschen Lloyd).
L’intention était d'en faire un navire-hôpital du nom de Bonn, mais il a été converti en croiseur auxiliaire et renommé Michel.

### Voyage à La Pallice
Il quitte Kiel le 9 mars 1942 pour rejoindre le port de La Pallice en France occupée après avoir été escorté durant sa traversée de la Manche. Au commandement se trouve le fregattenkapitän Helmuth von Ruckteschell.
Lors du passage du Pas-de-Calais dans la nuit du 13 ou 14 mars, le convoi est attaqué par des navires anglais, mais le Michel ne subit pas de dégâts.
Le navire arrive à La Pallice le 17 mars.

### Première campagne d'attaques
Le croiseur auxiliaire quitte La Pallice le 20 mars. Il est chargé de sillonner l'Atlantique sud à la recherche de cibles à attaquer ; sa première victime est le pétrolier britannique Patelle (7 469 tonneaux) atteint le 19 avril. Le 22 avril son petit torpilleur parvient à couler le tanker américain Connecticut (8 684 tonneaux) mais, le 1er mai, une attaque contre le cargo britannique Menelaus plus rapide échoue. L'équipage de ce navire prévient la Royal Navy qui dépêche sur place le croiseur HMS Shropshire et deux croiseurs auxiliaires.
Le Michel coule le cargo norvégien Kattegat (4 245 tonneaux) le 20 mai.
Le torpilleur du Michel découvre le 7 juin le liberty ship SS George Clymer de 6 800 tonneaux en difficulté et le touche par deux fois sans parvenir à le couler. Le croiseur auxiliaire britannique Alcantara se trouvant à proximité parvient à rejoindre le navire et à sauver son équipage mais le navire doit être abandonné. Les Allemands se replient quand ils aperçoivent l'ennemi, mais ni l'équipage britannique, ni les Américains n'aperçoivent le Michel, pensant que le George Clymer a été attaqué par un sous-marin.
Suivent d'autres attaques couronnées de succès, le Michel opère dans l'Atlantique sud puis dans l'océan Indien.
Le Michel arrive à Yokohama le 2 mars 1943.
En 346 jours, il coule 15 navires alliés pour un total de 99 000 tonneaux.

### Seconde campagne d'attaques
Après des réparations, le Michel prend le départ de Yokohama le 21 mai 1943, cette fois-ci sous le commandement de Günther Gumprich (de), ancien commandant du croiseur auxiliaire Thor. Le navire traverse l'océan Pacifique, navigue au large de l'Australie occidentale et atteint les côtes sud-américaines. Le Michel coule trois navires sur une période de cinq mois pour un total de 27 632 tonneaux avant de retourner au Japon. Le sort du dernier bateau coulé par le Michel, le tanker norvégien India, coulé le 11 septembre 1943 n'est pas connu avant la fin de la guerre.

### Fin
À son retour au Japon, à 50 km de son port de destination, le Michel est repéré le 17 octobre 1943 par le sous-marin américain Tarpon, au large de Chichi Jima. Il est torpillé et coule le même jour. 15 officiers et 248 membres d’équipage sont morts, 110 ont débarqué. 19 marins norvégiens des deux navires norvégiens précédemment capturés, le Høegh Silpomerwn et le Ferncastle, se sont noyés dans leurs « cellules » à bord du Michel à ce moment-là.
On compte 116 survivants qui parviennent à rejoindre les côtes japonaises après un périple de trois jours dans des canots. De nombreux hommes dérivent sur la mer sur des radeaux ou accrochés à des débris, mais la marine aérienne annonce que les recherches aériennes n'ont rien donné. Ceci provoque des polémiques parmi les officiers de la marine allemande présents au Japon, l'attitude des Japonais leur semblant désinvolte.
Le 27 décembre 1944, un des hydravions embarqué est utilisé pour la reconnaissance aérienne anti-sous-marine.

## Caractéristiques

### Caractéristiques techniques
Le navire fait 132 m de long pour 16,8 de large. Il a un tirant d'eau de 7,4 m.
Il avait une vitesse de pointe de 16 nœuds et avait un équipage de 400 hommes.

### Système d'armes
Le navire reçoit un armement comprenant 6 pièces de 150 mm TKL/45, 1 canon antiaérien de 105 mm, 4 canons anti-aériens de de 37 mm montés en affût double, 8 canons anti-aériens de 20 mm également montés en affût double, et 6 tubes lance-torpilles.
Le navire reçoit aussi 2 hydravions Arado Ar 196 A-3 et 1 hors-bord léger LS 4 Esau.

## Commandement
- Kpt.z.S. Hellmuth von Ruckteschell : septembre1941 à mars 1943[3]
- Kpt.z.S. Günther Gumprich : mai 1943 à octobre 1943[3],[8]

## Navires coulés
Premier voyage
- 19/04/1942: Patella - 7 468 tonneaux
- 22/04/1942: Connecticut - 8 684 tonneaux
- 20/05/1942: Kattegat - 4 245 tonneaux
- 07/06/1942: George Clymer - 7 176 tonneaux
- 11/06/1942: Lylepark - 5 186 tonneaux
- 15/07/1942: Gloucester Castle - 8 006 tonneaux
- 16/07/1942: William F Humphrey - 7 893 tonneaux
- 17/07/1942: Aramis - 7 984 tonneaux
- 14/08/1942: Arabistan - 5 874 tonneaux
- 10/09/1942: American Leader - 6 778 tonneaux
- 11/09/1942: Empire Dawn - 7 241 tonneaux
- 02/11/1942: Reynolds - 5 113 tonneaux[9]
- 29/11/1942: Sawokla - 5 882 tonneaux
- 08/12/1942: Eugenie Livanos - 4 816 tonneaux
- 02/01/1943: Empire March - 7 040 tonneaux

Second voyage
- 15/06/1943: Høegh Silverdawn - 7 715 tonneaux
- 17/06/1943: Ferncastle - 9 940 tonneaux
- 11/09/1943: India - 9 977 tonneaux